# Michael K. Young
Michael Kent Young (Sacramento, 1949. november 4. –) amerikai ügyvéd, valamint a Texasi A&M Egyetem, a Washingtoni Egyetem és a Utahi Egyetem egykori rektora.

## Fiatalkora
Young a kaliforniai Sacramentóban nőtt fel. Alapszakos diplomáját a Brigham Young Egyetemen, míg jogdoktori címét a Harvard Law Schoolon szerezte. Később William Rehnquist legfelsőbb bíró mellett dolgozott.

## Pályafutása
Young George W. Bush kormánya alatt a külügyminisztérium jogi tanácsadója volt. Részt vett a NAFTA megalkotásában, valamint a Kereskedelmi Világszervezet létrehozásában is.
1994 és 1998 között a Columbia Egyetem, 1998 és 2004 között pedig a George Washington Egyetem oktatója volt; oktatási tevékenysége részeként főként Japán jogi környezetével foglalkozott. 2004 augusztusa és 2011 májusa között a Utahi Egyetem, 2011 és 2015 között pedig a Washingtoni Egyetem rektora volt. A Texasi A&M Egyetem élére 2015 májusában nevezték ki; e pozícióról 2021 májusi határidővel 2020. szeptember 2-án mondott le. 2020 novemberében bejelentették, hogy megbízatása csak december 31-éig tart.
Young 1998 és 2005 között az USA vallásszabadsági bizottságának tagja (ez idő alatt kétszer elnöke) volt. Jelenleg a Külkapcsolati Tanács és az American Bar Foundation tagja.

## Magánélete
1985 és 1989 között Az Utolsó Napi Szentek Jézus Krisztus Egyháza New York-i kerületének vezetője volt.
Youngnak és Suzan Stewartnak három gyermeke született; 2010-ben váltak el. Young 2011. június 3-án, a Utahi Egyetemen töltött idő alatt feleségül vette Marti Denkerst, aki az egyetem hallgatója, valamint Steve Denkers, az egyetemnek nagyobb összegeket adományozó Eccles család tagjának férje volt.

## Díjai és kitüntetései
2007-ben a portugál Szent Mihály-rend lovagjává ütötték.

## Fordítás
- Ez a szócikk részben vagy egészben  a   Michael K. Young című angol Wikipédia-szócikk ezen változatának fordításán alapul.  Az eredeti cikk szerkesztőit annak laptörténete sorolja fel. Ez a jelzés csupán a megfogalmazás eredetét és a szerzői jogokat jelzi, nem szolgál a cikkben szereplő információk forrásmegjelöléseként.